# Louis Waldon
Louis Willard Waldon (ur. 16 grudnia 1934 w Modesto, zm. 6 grudnia 2013 w Los Angeles) – amerykański aktor filmowy.
Zmarł 6 grudnia 2013 w Los Angeles w Kalifornii w wyniku udaru mózgu w wieku 78 lat.

## Wybrana filmografia
- 1965: The Love Merchant jako Click
- 1967: The Nude Restaurant jako malarz
- 1970: Cleopatra jako Cezar
- 1975: Hrabia Monte Christo
- 1985: Maska jako kucharz
- 1997: The Art Spy